# غيليس بيسون
غيليس بيسون هو طيار وسياسي كندي، ولد في 14 مايو 1957 في تيمينز في كندا. نشط حزبياً في الحرب الديمقراطي الجديد لأونتاريو. وقد انتخب عضو برلمان مقاطعة أونتاريو ‏.

## وصلات خارجية
- الموقع الرسمي